# سوجين (مغنية)
سيو سوو جين المعروفة أيضًا باسم سوجين، هي مغنية كورية جنوبية تحت كيوب إنترتينمنت. هي الراقصة الرئيسية ومغنية راب ثانوي مساعدة في فرقة الفتيات الكورية الجنوبية جي أيدل.

## الحياة والمهنة

### الحياة
ولدت سوجين في 8 مارس 1998 في هواسونغ، غيونغي، كوريا الجنوبية.
مع نصيحة والدتها، تعلمت سوجين رقص الجاز في سن مبكرة. وجدت أنها هاوية للرقص، لذلك فكرت في أن تصبح مطربة منذ صغرها. ومع ذلك، ذهبت فيما بعد إلى التايكوندو. وجدت متعة التايكوندو وحتى فكرت في أن تصبح تايكوندو في مرحلة ما، ولكن مع مرور الوقت، أدركت أنها أكثر اهتمامًا بمواصلة تعلم الرقص. بدأت في حضور أكاديمية للرقص وبعد ذلك عندما أصبحت مهتمة بالغناء، ذهبت أيضًا لحضور أكاديمية صوتية.

### حياتها كمتدربة
رغم حضورها أكاديمية للرقص وذهبت أيضًا لحضور أكاديمية صوتية واهتمامها بالغناء والرقص، واجهت سوجين عقبة في تحقيق أحلامها، رفض والدها بشدة أن تصبح مغنية. توسلت إلى والدها لمدة عامين من سن 13 إلى 15 عامًا قبل أن يستسلم أخيرًا لإخلاصها وسمح لها بمتابعة أحلامها،
كانت سوجين خجولة للغاية في البداية، لدرجة أنها كانت تحوم عند مدخل غرفة التدريب لفترة من الوقت في اليوم الأول من انظمامها إلى التدريب. ومع ذلك، وبمساعدة معلمها، بدأت في التكيف في الأكاديمية. بصرف النظر عن الغناء، كانت قادرة على تعلم الكثير من أصدقائها الذين حضرو نفس الفصول الدراسية. أثناء التعلم، وجدت أنه من الرائع الاستماع إلى صوتها. ووجدت أيضًا أنه كلما غنت أكثر، أرادت بذل المزيد من الجهد في التحسين. بدأت التحضير لدخول مدرسة ثانوية للفنون وقُبلت بفخر في مدرسة ثانوية للفنون الكورية. في مدرستها الجديدة، حسنت مهاراتها في الرقص من خلال أداء العروض والأحداث والامتحانات العملية، حتى انضمت إلى فريق الرقص. مع مرور الوقت، قبل عامها الثالث في المدرسة الثانوية، تلقت عرضًا من كيوب إنترتينمنت لإجراء اختبار. في البداية، شعرت بالخوف أكثر من السعادة، ولكن بعد قضاء بعض الوقت في النظر في العرض والتفكير فيه، قررت الذهاب إلى الاختبار. بعد الاختبار، تم قبولها وبدأت حياتها التدريبية لتصبح مغنية مع كيوب إنترتينمنت في عام 2016،

### سوجين كمتدربة سابقًا في DN Entertainment
في وقت غير معروف، كانت سوجين متدربة في DN Entertainment.كان من المفترض في الأصل أن تكون عضوة في فرقة الفتيات الكورية الجنوبية القادمة VIVIDIV تحت اسمها الفني N.Na، لكنها انسحبت من الفرقة في وقت ما في عام 2015 قبل ظهورها لأول مرة.

### 2018-حتى الآن: الظهور كعضوة فيجي أيدل.
بعد ثلاث سنوات، تم الكشف عنها بعد ذلك على تويتر كعضوة قادم في جي أيدل في 10 أبريل 2018، وظهرت لأول مرة كعضوة رسمية في 2 مايو 2018، بعد إصدار أول ألبوم مصغر للفرقة I Am.

## روابط خارجية
- سوجين على موقع IMDb (الإنجليزية)
- سوجين على موقع ميوزك برينز (الإنجليزية)
- سوجين على موقع ديسكوغز (الإنجليزية)
- سوجين على موقع قاعدة بيانات الفيلم (الإنجليزية)